# Copernicia tectorum
Copernicia tectorum también llamada palma llanera es una especie de palmera del género Copernicia originaria de América del Sur, principalmente de los llanos de Colombia y Venezuela, donde los locales usan su tronco para la construcción, y las hojas para techar viviendas y caneyes.

## Descripción
Planta monoica de tallo solitario de entre 6 y 10 metros de altura y tronco liso de color café grisáceo cilíndrico de entre 25 y 30 cm de diámetro con raíces en la base. Hojas verdes palmeadas, pecíolo de más de 1 metro de largo y 3 cm de ancho armado en su margen con espinas en forma de gancho; el limbo foliar es de semicircular a circular, plano y dividido alrededor de 40 segmentos lineares con ápice ligeramente bífido. Las inflorescencias de color blanco verdosas, miden cerca de 1 metro de largo, ramificadas en 6 órdenes y cubiertas de pelos cortos y gruesos.
Las flores son hermafroditas, dispuestas densamente, solitarias, de cerca de 3,5 mm de largo y 2,5 mm de ancho, con corola campanulada trilobulada y pubescente en su exterior, y en el interior 6 estambres y 3 carpelos con filamentos unidos en la base. Los frutos son drupas ovoides de color verde oliváceo oscuro a negro de entre 2,6 y 3 cm de diámetro y contienen una sola semilla de alrededor de 1,5 cm de longitud y 1,2 cm de diámetro. Se reproduce por semilla, florece entre febrero y marzo y la fructifica entre mayo y septiembre.

## Distribución y hábitat
Copernicia tectorum es muy común en los Llanos de Colombia y Venezuela. Se desarrolla bien en los Llanos centrales venezolanos en áreas con un clima de sabana (Aw en la tipología climática de Köppen), a veces con una época de sequía más larga de lo normal, es decir, de algo más de seis meses e inundaciones permanentes durante la estación lluviosa. Por lo general, no pierde sus hojas secas, las cuales penden libremente al lado del tronco, característica que identifica a este tipo de palmera.
Apta solo en regiones de clima tropical y subtropical, no resiste temperaturas cercanas a los 0 °C. Requiere sol y suelos que van desde neutros a alcalinos. Es resistente a largas sequías, aguas estancadas y a los constantes incendios de los llanos. La planta es poco conocida fuera de su lugar de origen y generalmente se encuentra solo jardines botánicos y colecciones especializadas.

## Taxonomía
Copernicia tectorum fue descrita por(Kunth) Mart. y publicado en Historia Naturalis Palmarum 3: 243. 1838.
Etimología
Copernicia: nombre genérico que fue nombrado en honor del astrónomo polaco Nicolás Copérnico.
tectorum: epíteto latino que significa "de los techos".
Sinonimia
- Copernicia sanctae-martae Becc.
- Corypha tectorum Kunth[3][8]

## Relación con el ser humano

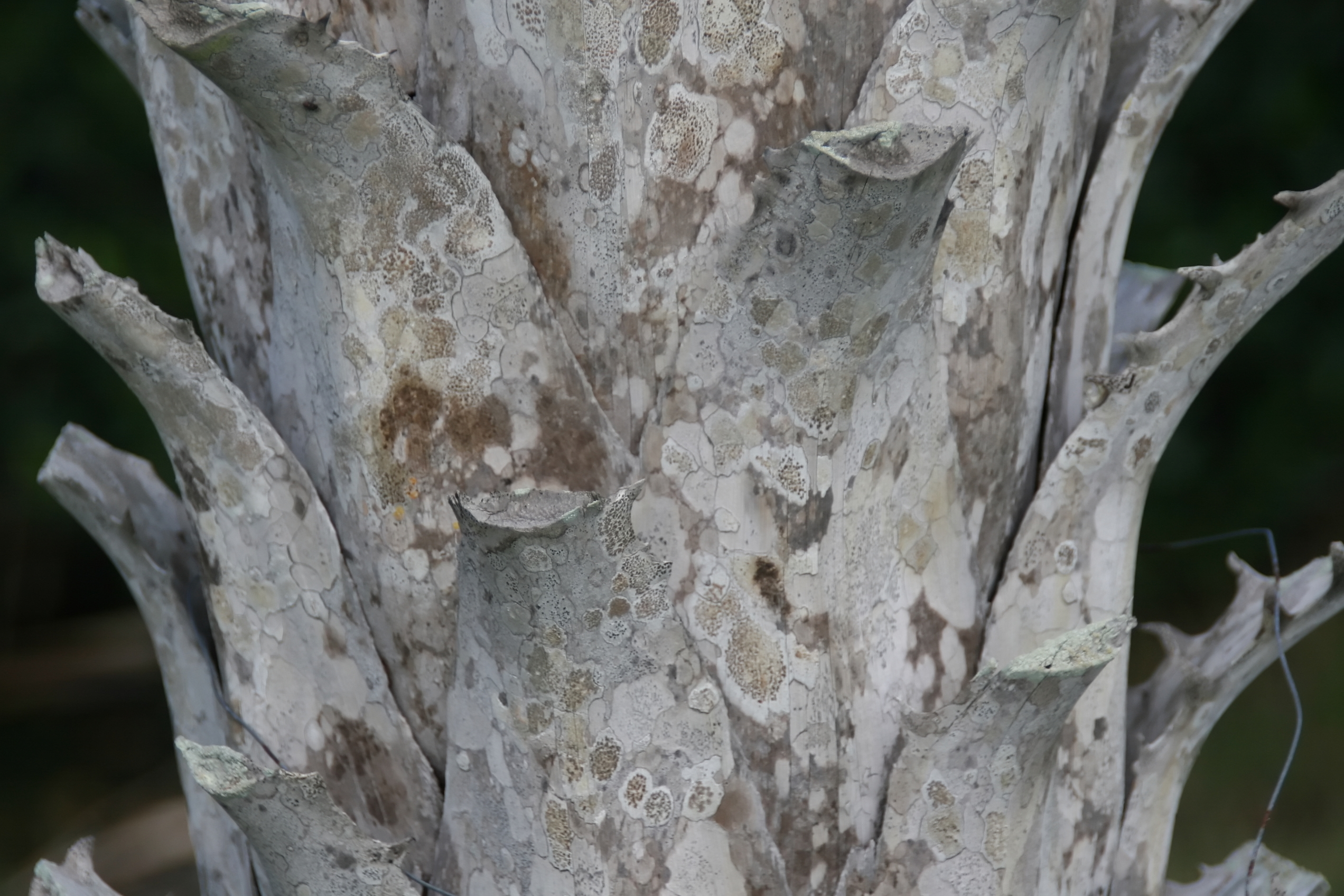
Tallo

El tronco es resistente y duradero por lo cual es usado en la construcción y las hojas secas son utilizadas para techar  viviendas rurales. Las fibras provenientes de las hojas jóvenes no expandidas se usan para fabricar sombreros, esteras, cestas, sacos y otros objetos artesanales. La palma es apreciada por su valor ornamental y es sembrada en plazas, parques y jardines. Los frutos son comestibles pero por su mal sabor son usados para alimentar al ganado. Es el árbol emblemático del estado Guárico, en Venezuela.

### Nombres comunes

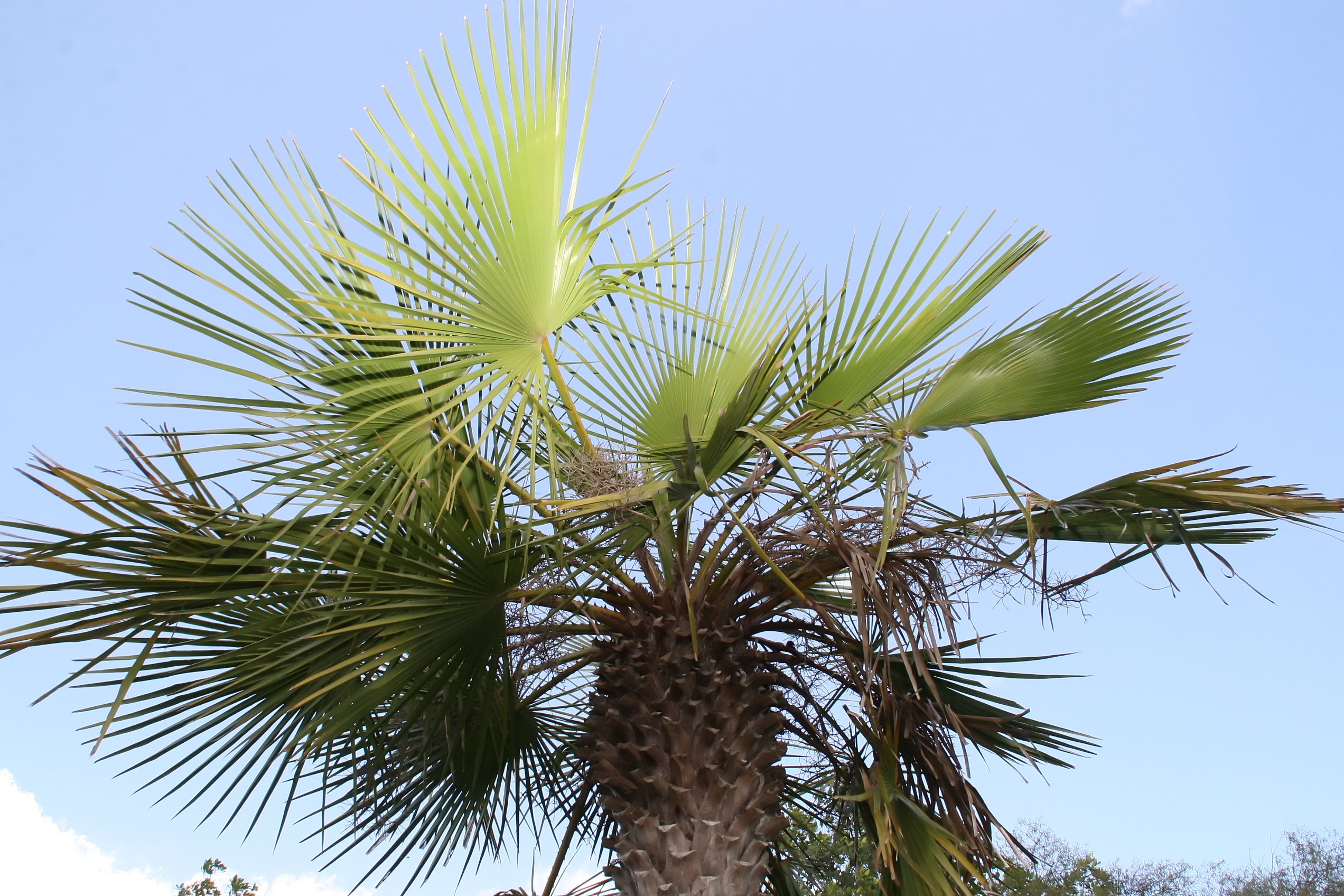
Hojas

En Colombia se le llama palma zarare, palmiche, sará. En Venezuela se le conoce como palma llanera, palma de cobija, palma de sombrero, palma redonda, palma de abanico y palma de cana.